# Grupo de Múnich
El Grupo de Munich Group o el  Formato de Múnich se refiere a la reunión de los Ministros de Asuntos Exteriores de Egipto, Jordania, Francia y Alemania en febrero de 2020, de forma paralela a la Conferencia de Seguridad de Múnich, para discutir el Proceso de Paz israelí-palestino.
Se mantuvieron posteriores reuniones  en julio por videoconferencia, septiembre en Jordania y enero de 2021 en el Cairo.